# Homaloptera yuwonoi
Homaloptera yuwonoi es una especie de peces de la familia Balitoridae en el orden de los Cypriniformes.

## Morfología
• Los machos pueden llegar alcanzar los 4,4 cm de longitud total.

## Distribución geográfica
Se encuentra al oeste de Borneo (Indonesia).

## Hábitat
Es un pez de agua dulce.